# Ländryggssmärta
Ländryggssmärta definieras som smärta någonstans i området mellan nedersta revbenet och alldeles under skinkorna (glutalvecken). Akuta ländryggssmärtor avser symtom som varat kortare än sex veckor; besvär som pågått mellan sex och tolv veckor kallas subakuta och längre än tolv veckor kallas långvariga (tidigare kroniska).
Det beräknas att cirka fyra av fem vuxna någon gång haft ländryggssmärta. Besvären är vanligast i åldrarna 35–55 år. Omkring 75 % av dem som haft akuta besvär uppges få recidiv, och även om akuta besvär ofta går över spontant utvecklar cirka 2–7 % långvariga besvär.
Fortfarande är ryggproblem, tillsammans med nackproblem, det diagnosområde som tillsammans med psykiatriska diagnoser orsakar mest sjukfrånvaro i Sverige.
Ryggsmärta finns beskriven redan tidigt i historien, men sambandet mellan den vanligaste formen av ryggsmärta, förändringar i ryggradens strukturer och diskbråck fastställdes först på 1930-talet. Tidigare ansågs ryggsmärta oftast vara reumatisk, och längre tillbaka i historien trodde man att den orsakades av onda andar. Fram till 1980-talet rekommenderades vila som den bästa behandlingen, något som numera avråds från.

## Icke ryggrelaterade åkommor som kan ge smärta i rygg
Några exempel på refererad smärta som kan upplevas komma från ryggen men som i själva verket komma från andra organ:
- Pankreatit kan ge smärtor mellan skulderbladen[2]
- Även njursmärta som vid njurbäckeninflammation kan upplevas i ryggen[3]
- Hjärtinfarkt kan ge smärtor i bröstryggen[4]
- Aortaaneurysm kan ge svåra smärtor i nedre delen av ryggen[5]
- urinvägsinfektion kan ge smärta på sidan av magen och ländryggen[6]
- Gallsten kan smärta i rygg och upp mot höger skulderblad[7]
- Njursten kan ge smärta i nedre delen av ryggen samt i ljumske[8]

## Klassificering och diagnos
Ländryggssmärtor klassificeras antingen som specifika eller ospecifika. I de allra flesta fall räcker anamnes och klinisk undersökning hos allmänspecialist (specialisering för vårdcentralsläkare) eller sjukgymnast/fysioterapeut. Sjukgymnaster/fysioterapeuter är I Sverige oftast förstabedömare vid ländryggssmärtor.

### Specifik ryggsmärta
Med specifik ländryggssmärta avses verifierbara sjukdomar som medför smärta. Exempelvis:
- inflammatorisk ryggsjukdom
- tumörer
- fraktur
- infektion
- diskbråck
- spinal stenos[9]

### Ospecifik ryggsmärta
Kan inte specifik orsak påvisas betecknas ryggsmärtan som ospecifik. Ca 90% av akut smärta är ospecifik och bland personer som har kvarstående besvär efter 3 månader beräknas ca 70% ha ospecifika ryggbesvär.

### Akut ländryggssmärta
- Ländryggssmärta som varat mindre än 3-6 månader.[10]

### Långvarig ländryggssmärta
- Smärta som varat mer än 3–6 månader.[10] Övergången från akuta besvär till subakuta och långvariga besvär har visat sig hänga samman med psykosociala faktorer. Låg arbetstillfredsställelse och litet socialt stöd på arbetsplatsen har visats öka risken för ryggbesvär. Systematiska litteraturgenomgångar har påvisat stark evidens för att psykosociala faktorer spelar en viktig roll vid långvariga ryggbesvär och arbetsförmåga och måttlig stark evidens för att psykosociala faktorer har betydelse tidigare i förloppet. När det gäller arbetsfrånvaro på grund av ländryggsbesvär har psykosociala faktorer med få undantag visat sig vara av största vikt. En omfattande litteraturgenomgång har visat att psykosociala riskfaktorer för utvecklandet av långvariga ryggbesvär är oro, depression och somatisering.[1]

### Indikationer på allvarligpatologi

#### Röda flaggor, ett urval
- Ryggsmärta hos barn under 18 år
- Avsevärda smärtor eller smärtdebut efter 55 års ålder
- Våldsamt trauma bakom smärtan
- Konstant eller progredierande smärta under natten
- Tidigare cancersjukdom
- Systemisk steroidbehandling
- Drogmissbruk, hiv
- Viktförlust
- Allmänt nedgången, sjukdomskänsla
- Bestående svår rörelseinskränkning
- Svårighet att urinera
- Förlust av tonus i analsfinkter eller avföringsinkontinens
- Irit, hudutslag, kolit, utsöndring från urinröret
- Cauda equina syndrom.[11][12]

#### Gula flaggor, ett urval
- Emotionella faktorer
  1. rädsla för ökad smärta vid aktivitet   
  2. ökat fokus på kroppsliga symtom
- Kognitiva faktorer
  1. Katastroftankar eller övertygelse om att smärta betyder skada
  2. övertygelse om att smärtan helt måste försvinna innan normala aktiviteter eller arbete kan återupptas
- Beteendefaktorer
  1. oproportionellt undvikande av aktiviteter och rörelser
  2. överkonsumtion av smärtstillande[11]

### Bilddiagnostik

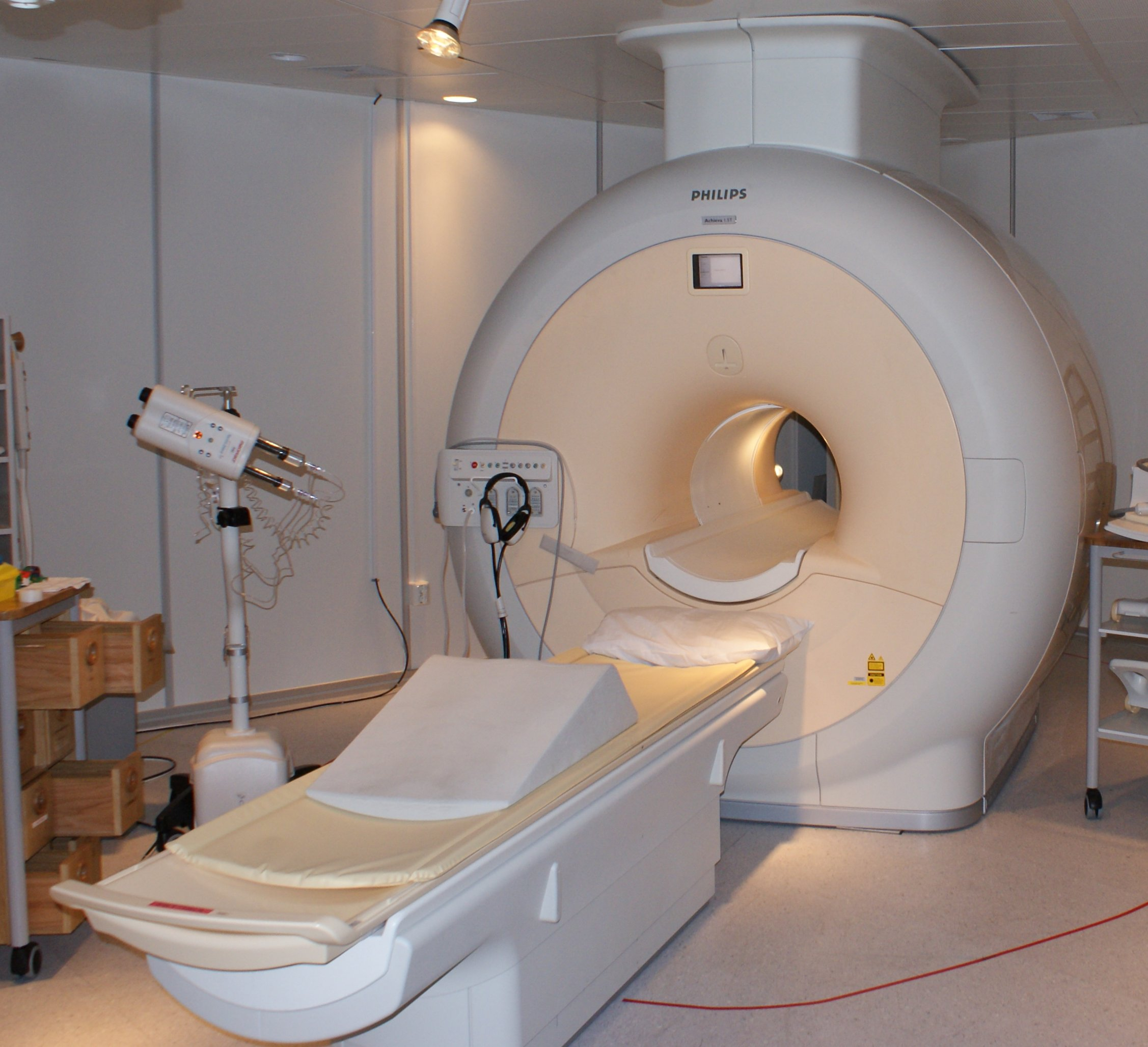
Magnetkamera

MR/röntgen kan övervägas vid oklar diagnos eller vid förekomst av varningsflaggor
- Smärttillstånd i > 3-4 veckor och minst en röd flagga
- Smärttillstånd i > 8 veckor med gula flaggor

Syftet med bilddiagnostik är att utesluta sjukdomar. Användandet av röntgen i detta syfte har dock ifrågasatts av ett antal radiologer i denna artikel i läkartidningen "Ländryggsröntgen ger falsk säkerhet och ringa nytta för patienten". De menar att röntgen inte kan diagnostisera vare sig diskbråck eller spinal stenos. Även att skelettmetastaser och infektiösa eller inflammatoriska förändringar är svåra att påvisa i tidigt skede diskuteras samt att frakturer utan kotkompression och stressfrakturer är svåra att upptäcka. De menar att röntgen bör ersättas med MR och Datortomografi.

### Ländryggsbesvär och radiologiska förändringar
Sambanden mellan fynd på röntgen och MR och aktuella besvär är oftast svaga eller obefintliga. Det kan vara frestande att förklara besvären från bilddiagnostiken som orsak till ryggsmärtan trots frånvaro även om det går emot aktuell forskning.
Exempel på röntgenfynd som ofta förekommer hos människor med ospecifik ländryggssmärta, men där klinisk relevans inte kunnat fastställas
- lätt till måttlig diskdegeneration
- spondylolys (avbrott i kotbågen utan synlig glidning)
- spondylolsistes (avbrott i kotbågen med glidning >5mm
- olika former av lumbosakrala (övergång mellan ländrygg och sacrum) övergångskotor
- spina bifida (ryggsmärgsbråck)
- fler eller färre än 5 ländryggskotor
- fasettledstropism (i samma intervertebralled olikt vinklade eller placerade fasettleder)

Då förändringarna beskrivna ovan är permanenta finns risk att patienter uppfattar sig ha ett obotligt ryggproblem, vilket kan öka risken för långvariga problem. För att undvika att patienten "stämplas" med en sannolikt ovidkommande diagnos bör tid läggas på att förklara förändringarnas "ofarlighet".

## Symptom vid ospecifik ländryggssmärta
Vanliga symtom är smärta och stelhet. Smärtan påverkas i regel av aktiviteter och positioner. Vilka rörelser och positioner som gör ont kan variera. Ibland kan det göra ont i ryggen vid hosta och nysning. Smärtan kan upplevas bandformat över hela ländryggen, i mitten eller på ena sidan. Ibland kan smärta stråla ut i skinkor. Ibland kan vissa rörelser utlösa huggande smärtor.

## Behandling och prognos

### Akut ospecifik ländryggssmärta
Akut lumbago, i vardagligt tal kallat ryggskott, har i regel ett godartat förlopp. Den akuta smärta avtar oftast inom 7–10 dagar, och de flesta är återställda inom cirka 6–8 veckor. Rekommendationer innefattar att vara så fysiskt aktiv som möjligt, undvika längre perioder av sängläge och återgå till normala aktiviteter så snart det går. Tillståndet kan i regel hanteras med egenvård utan behov av medicinsk behandling.
Det finns ett stort antal föreslagna behandlingar, men den vetenskapliga evidensen för deras effektivitet är generellt svag. Prognosen är sämre vid tidigare akuta episoder som inte gått över helt mellan tillfällena, eller vid tidigare långvariga episoder. Förekomst av så kallade gula flaggor (psykosociala riskfaktorer) anses öka risken för långvariga besvär, och tidiga åtgärder rekommenderas för att minska denna risk,även om evidensen för att sådana insatser faktiskt förebygger långvarig smärta är begränsad.
I en randomiserad, placebokontrollerad studie (RCT) publicerad 2018 rekryterades 202 patienter med akut ländryggssmärta och hög risk att utveckla långvariga besvär. Studien undersökte om ett intensivt utbildningsprogram om smärta kunde minska risken för långvariga problem, men fann ingen kliniskt meningsfull skillnad jämfört med förstahandsåtgärder enligt riktlinjer, såsom att hålla sig aktiv, undvika sängläge och återgå till normala aktiviteter så snart som möjligt.
En randomiserad kontrollerad studie, publicerad i The Lancet 2024, undersökte om ett gradvis ökande gångprogram i kombination med patientutbildning kunde minska risken för återkommande episoder av ländryggssmärta hos tidigare inaktiva personer. Studien fann en viss minskning av återfall jämfört med sedvanliga råd, men resultaten gäller främst den studerade gruppen och åtgärdens effekt vid högre aktivitetsnivåer är oklar.

#### Internationella rekommendationer
Utöver kliniska riktlinjer för behandling har även internationella expertgrupper tagit fram rekommendationer på systemnivå. I en serie om tre artiklar i The Lancet 2018 föreslogs följande tio åtgärder för att förbättra hanteringen av ländryggssmärta:
1. Hälso- och sjukvårdens finansiärer bör sluta betala för ineffektiva och skadliga undersökningar och behandlingar, samt initiera forskning om åtgärder vars effekt ännu inte är vetenskapligt bevisad.
2. Nya tester och behandlingsmetoder bör inte marknadsföras, introduceras i vården eller ersättas offentligt innan de har genomgått tillräcklig prövning avseende säkerhet, effekt och kostnadseffektivitet.
3. Hälso- och sjukvården ska samarbeta med arbetsgivare för att få människor att återgå snabbt i arbete, samt för att arbetsförhållanden skall vara anpassade efter arbetstagarens kapacitet.
4. Patienter bör utbildas i egenvård vid ländryggssmärta och uppmuntras att endast söka vård när det verkligen är motiverat.
5. Vanligt förekommande och felaktiga föreställningar om ländryggssmärta bland både allmänhet och vårdpersonal bör motverkas, med fokus på att minska smärtans inverkan på individens liv snarare än att söka botemedel.
6. Kliniska vårdkedjor, vårdplaner och andra standardiserade verktyg för hantering av ländryggssmärta bör omarbetas för att integrera hälso- och arbetslivsinriktad vård, men först efter att deras effektivitet och kostnadseffektivitet fastställts.
7. Ersättningssystem och lagstiftning bör ändras för att främja tillgång till rätt vård.
8. Världshälsoorganisationen (WHO) bör stödja nya folkhälsostrategier och vidta brådskande politiska åtgärder för att minska den globala funktionsnedsättningen orsakad av ländryggssmärta.
9. Forsknings- och finansieringsorgan bör satsa på intensifierad forskning för att fylla kunskapsluckor om ländryggssmärta, samt genomföra implementeringsforskning för att säkerställa att befintlig kunskap och evidens används effektivt.
10. Vetenskapliga tidskrifter och medier bör ha stärkt redaktionell och sakkunnig granskning (peer review) för att säkerställa att forskningsresultat presenteras korrekt och inte bidrar till obefogad tilltro till ineffektiva eller obevisade behandlingar.[16]

### Långvarig ospecifik ländryggssmärta
När det gäller sjukskrivning på grund av ryggbesvär vet man att ju längre sjukfrånvaro desto sämre prognos. Mindre än 50% av dem som varit sjukskrivna längre än ett halvår återkommer i arbete. Hur smärta i ländryggen förstås, hanteras och upplevs har en central roll i utvecklandet och bibehållandet av långvarig smärta i ländrygg. Förklaringsmodeller som ges runt ryggsmärta kan påverka smärtan negativt. I studier har det visats latino-amerikanska immigranter och aboriginer i Australien, på grund av biomedicinska förklaringsmodeller ändrat uppfattning om ryggsmärta. Innan hade personerna sett ryggsmärtan som ett ofarligt tillstånd, som en del av livet, till något som krävde uppmärksamhet och vård. Detta medförde att smärtan i ryggen blev ett större problem än det var innan. Ett stort problem globalt är överanvändande av behandling av låg kvalitet och underanvändande av behandling med hög kvalitet.

#### Behandling
- Intensiva multidisciplinära behandlingsprogram, utifrån ett biopsykosocialt (där hänsyn tas till de tre mängderna biologi, psykologi och socialt i behandlingen) synsätt, med funktionsförbättrande övningar ger bättre smärtlindring och större funktionsförbättring hos personer med smärta >3 månader, jämfört med traditionell behandling eller icke-multidisciplinär behandling. Måttligt stark evidens[1]. SBU publicerade 2021 en genomgång av litteraturen. De kom fram till att multimodala (åtgärder där flera professioner bidrar med sin kunskap runt en patient) och interdisciplinära åtgärder är jämförbara med andra åtgärder – och de kan vara mer effektiva för att förbättra hälsoutfall hos personer med långvarig smärta (måttlig tillförlitlighet).[19]
- Kognitiv beteendeterapi, KBT, har måttligt stark evidens jämfört med ingen behandling[1]. Enligt en artikel i The Lancet från 2018 bör KBT ingå i första linjens vård.[20]
- Enligt FYSS (Fysisk aktivitet i Sjukdomsprevention och Sjukdomsbehandling) 2016 finns stark vetenskaplig evidens för att muskelstärkande fysisk aktivitet har effekt på smärta och funktion vid långvarig smärta i ländrygg[21]. Fysisk träning har även visats ha effekt på depressiva symtom samt även ångest, som kan vara del i sjukdomsbilden[22][23]. Det brukar rekommenderas ett strukturerat träningsprogram, som del i annan behandling, för att minska smärta, öka styrka och kondition, förbättra välmående och minska risk för annan sjuklighet. Ett generellt styrketräningsprogram fungerar lika bra som ett mer specifikt program inriktat på bålmuskulaturen[21]. Enligt artikel i The Lancet från 2018 bör träning ingå i första linjens vård.[20]

## Arbetsmiljöns betydelse för ryggproblem
Huvudartikel: Ryggskott, arbetsskada, förslitningsskador
Smärta i ryggen medför lidande och funktionsnedsättning för dem som drabbas, och till stora samhällskostnader i form av produktionsbortfall, ekonomisk ersättning till individer som inte kan arbeta fullt ut, och kostnader inom sjukvården. Mellan 60 och 70 procent av befolkningen drabbas någon gång under livet. Problemen är ofta långvariga – ryggvärk är den tredje vanligaste enskilda diagnosen bland alla långa sjukskrivningar.
Vissa grupper i arbetslivet upplever mer smärta, värk eller obehag i ryggen än andra. Det visar en forskningsgenomgång från Statens beredning för medicinsk utvärdering (SBU). Rapporten ger kunskap om vad som bör beaktas i arbetsmiljön för att så långt som möjligt undvika ryggproblem, till exempel genom förebyggande arbete.
Dessa grupper utvecklar mer ryggbesvär än andra, enligt SBU:s rapport:
- Personer vars arbete innebär lyft, eller böjd eller vriden rygg
- Arbete på knä eller huk, eller fysiskt ansträngande arbete
- Helkroppsvibrationer
- Arbete som upplevs pressande, eller en arbetssituation med små möjligheter att påverka i kombination med alltför höga krav.
- Liten möjlighet till utveckling i arbetet
- Skiftarbete

Arbetsmiljölagen kräver att arbeten ska vara tillgängliga för alla. Det innebär bland annat att problemen ska lösas genom förbättring av arbetsmiljön snarare än genom urval av arbetskraft. Kvinnor och män med likartade arbetsvillkor utvecklar ryggbesvär i lika hög grad.
I vissa arbetsmiljöer har människor mindre besvär från ryggen:
- Personer som upplever goda möjligheter att påverka det egna arbetet
- De som upplever att de får stöd i sitt arbete
- De som har hög arbetstillfredsställelse

Enligt artikel publicerad i The Lancet 2018 vilar de flesta interventioner för att förebygga ryggsmärta som: arbetsplatsutbildning och ergonomiska möbler med mera på svag evidens.